# وهر (راینلاند-فالتس)
وهر (به آلمانی: Wehr) یک شهر در آلمان است که در اهرویلر واقع شده‌است. وهر ۱٬۱۳۸ نفر جمعیت دارد.